# Chlorococcum
Genre
Synonymes
- Parachlorococcum Shin Watanabe & L.A.Lewis, 2017[2]

Chlorococcum est un genre d’algues vertes de la famille des Chlorococcaceae, décrit pour la première fois comme des cellules végétatives solitaires ou en groupes temporaires de forme indéfinie, jamais noyées dans la gélatine.
Ce sont des cellules ellipsoïdales à sphériques avec des parois cellulaires lisses et de taille variable (Bhagavathy and Sumathi, 2011).

## Liste d'espèces
Selon World Register of Marine Species (1 janvier 2021) :
- Chlorococcum acidum P.A.Archibald & H.C.Bold, 1970
- Chlorococcum aegyptiacum P.A.Archibald, 1979
- Chlorococcum aerium (R.M.Brown & Bold) Wanatabe & Lewis, 2017
- Chlorococcum botryoides Rabenhorst
- Chlorococcum chlorococcoides (Korshikov) Philipose, 1967
- Chlorococcum choloepodis (J.Kühn) D.E.Wujek & P.Timpano
- Chlorococcum citriforme Archibald & Bold, 1970
- Chlorococcum costatozygotum Ettl & Gärtner, 1987
- Chlorococcum diplobionticum Herndon, 1958
- Chlorococcum echinozygotum Starr, 1955
- Chlorococcum elbense Archibald, 1979
- Chlorococcum elkhartiense P.A.Archibald & Bold, 1970
- Chlorococcum ellipsoideum Deason & H.C.Bold, 1960
- Chlorococcum endozoicum Collins, 1909
- Chlorococcum fissum P.A.Archibald & H.C.Bold, 1970
- Chlorococcum hypnosporum Starr, 1955
- Chlorococcum infusionum (Schrank) Meneghini, 1842
- Chlorococcum isabeliense P.A.Archibald & H.C.Bold, 1970
- Chlorococcum lobatum (Korshikov) F.E.Fritsch & R.P.John, 1942
- Chlorococcum macropyrenoidosum (Deason & E.R.Cox) Shin Watanabe & L.A.Lewis, 2017
- Chlorococcum macrostigmatum R.C.Starr, 1954
- Chlorococcum minimum Ettl & Gärtner, 1987
- Chlorococcum minutum R.C.Starr, 1955
- Chlorococcum montagnei Meneghini
- Chlorococcum novae-angliae P.A.Archibald & H.C.Bold, 1970
- Chlorococcum olefaciens Trainor
- Chlorococcum oleofaciens Trainor & Bold, 1954
- Chlorococcum olivaceum (Rabenhorst) Rabenhorst, 1863
- Chlorococcum pamirum P.A.Archibald, 1988
- Chlorococcum papillatum Demczenko, 1996
- Chlorococcum pinguideum Arce & H.C.Bold, 1958
- Chlorococcum pleiopyrenigerum (L.Moewus) Ettl & Gärtner, 1987
- Chlorococcum pseudodictyosphaerium Metting, 1980
- Chlorococcum pyrenoidosum
- Chlorococcum salinum Archibald, 1988
- Chlorococcum schizochlamys (Korshikov) Philipose, 1967
- Chlorococcum schwarzii Ettl & Gärtner, 1987
- Chlorococcum submarinum Ålvik, 1934
- Chlorococcum tatrense Archibald, 1979
- Chlorococcum turfosum (Shin Watanabe & L.A.Lewis) Nakada, Shin Watanabe & L.A.Lewis, 2019
- Chlorococcum vacuolatum (Deason & Cox) S.Watanabe & L.A.Lewis, 2017
- Chlorococcum vacuolatum R.C.Starr, 1954
- Chlorococcum viscosum Chodat, 1913
- Chlorococcum wimmeri (F.W.Hilse) Rabenhorst, 1868